# Karibiska mästerskapet 2014
Karibiska mästerskapet 2014 (engelska: 2014 Caribbean Cup) var en fotbollsturnering som spelades i Jamaica under perioden 11–18 november 2014. Detta var den 18:e upplagan av Karibiska mästerskapet som är Karibiens fotbollsmästerskap. Mästerskapet anordnas av CFU som är en del av CONCACAF.
Jamaica tog sin sjätte titel efter de vunnit över Trinidad och Tobago i finalen med 4-3 efter straffar.
Jamaica, Trinidad och Tobago, Haiti och Kuba kvalificerade sig till CONCACAF Gold Cup 2015 genom att placera sig bland de fyra första lagen i mästerskapet.

## Kvalspelet till Karibiska mästerskapet 2014
Kvalspelet till Karibiska mästerskapet 2014 startade 30 maj 2014 och avslutades 12 oktober samma år. Totalt deltog 24 stycken länder från CFU i kvalspelet. Ytterligare två lag var direktkvalificerade för turneringen, Kuba som regerande mästare och Jamaica som värdnation. Kvalspelet inleddes med en inledande omgång med sju deltagande lag, där två lag avancerade till den första omgången, där 14 lag går in, vilket innebar totalt 16 deltagande lag i denna omgång. Lagen i denna omgång delades upp i fyra grupper om fyra lag, där de två främsta i varje grupp och den bästa trean, totalt nio lag, gick vidare till den andra omgången. I den andra och sista kvalomgången deltog nio lag från den första omgången tillsammans med tre lag som gick in i denna omgång, vilket innebar tre grupper om tolv lag. De två främsta i varje grupp, totalt sex lag, gick vidare till det Karibiska mästerskapet.
| Landslag            | Kvalmetod          |
| ------------------- | ------------------ |
| Jamaica             | Värdnation         |
| Kuba                | Regerande mästare  |
| Trinidad och Tobago | Vinnare av Grupp 7 |
| Antigua och Barbuda | Tvåa i Grupp 7     |
| Haiti               | Vinnare av Grupp 8 |
| Franska Guyana      | Tvåa i Grupp 8     |
| Martinique          | Vinnare av Grupp 9 |
| Curaçao             | Tvåa i Grupp 9     |

## Spelplats
Samtliga matcher i mästerskapet spelades på Montego Bay Sports Complex i Montego Bay som är en multiarena med kapacitet av 7 000 åskådare.

## Gruppspel

### Grupp A
| Nr | Lag                 | S | V | O | F | GM | IM | MS | P |
| -- | ------------------- | - | - | - | - | -- | -- | -- | - |
| 1  | Trinidad och Tobago | 3 | 2 | 1 | 0 | 7  | 4  | +3 | 7 |
| 2  | Kuba                | 3 | 1 | 2 | 0 | 4  | 3  | +1 | 5 |
| 3  | Franska Guyana      | 3 | 1 | 1 | 1 | 7  | 6  | +1 | 4 |
| 4  | Curaçao             | 3 | 0 | 0 | 3 | 5  | 10 | −5 | 0 |

|             | 11 november 2014 | Curaçao                                | 2 – 3           | Trinidad och Tobago                            | Montego Bay Sports Complex                                 |                                                            |
| 17:30 UTC−5 | 17:30 UTC−5      | Rihairo Meulens 18′ Gianluca Maria 48′ | (1 – 2) Rapport | 26′ (str.), 38′ Kenwyne Jones 52′ Kevin Molino | Montego Bay Publik: 1 500 Domare: Trevor Taylor (Barbados) | Montego Bay Publik: 1 500 Domare: Trevor Taylor (Barbados) |
| 17:30 UTC−5 | 17:30 UTC−5      |                                        |                 |                                                | Montego Bay Publik: 1 500 Domare: Trevor Taylor (Barbados) | Montego Bay Publik: 1 500 Domare: Trevor Taylor (Barbados) |
| 17:30 UTC−5 | 17:30 UTC−5      |                                        |                 |                                                | Montego Bay Publik: 1 500 Domare: Trevor Taylor (Barbados) | Montego Bay Publik: 1 500 Domare: Trevor Taylor (Barbados) |

|             | 11 november 2014 | Kuba               | 1 – 1           | Franska Guyana      | Montego Bay Sports Complex                                   |                                                              |
| 20:00 UTC−5 | 20:00 UTC−5      | Ariel Martínez 57′ | (0 – 0) Rapport | 90+4′ Mickaël Solvi | Montego Bay Publik: 1 500 Domare: Joel Aguilar (El Salvador) | Montego Bay Publik: 1 500 Domare: Joel Aguilar (El Salvador) |
| 20:00 UTC−5 | 20:00 UTC−5      |                    |                 |                     | Montego Bay Publik: 1 500 Domare: Joel Aguilar (El Salvador) | Montego Bay Publik: 1 500 Domare: Joel Aguilar (El Salvador) |
| 20:00 UTC−5 | 20:00 UTC−5      |                    |                 |                     | Montego Bay Publik: 1 500 Domare: Joel Aguilar (El Salvador) | Montego Bay Publik: 1 500 Domare: Joel Aguilar (El Salvador) |

|             | 13 november 2014 | Trinidad och Tobago                                                   | 4 – 2           | Franska Guyana                               | Montego Bay Sports Complex                                                |                                                                           |
| 17:30 UTC−5 | 17:30 UTC−5      | Kevin Molino 17′, 58′ Lester Peltier 62′ (str.) Ataullah Guerra 90+2′ | (1 – 0) Rapport | 64′ Brian Saint-Clair 84′ Jean-David Legrand | Montego Bay Publik: 1 500 Domare: Sandy Vásquez (Dominikanska republiken) | Montego Bay Publik: 1 500 Domare: Sandy Vásquez (Dominikanska republiken) |
| 17:30 UTC−5 | 17:30 UTC−5      |                                                                       |                 |                                              | Montego Bay Publik: 1 500 Domare: Sandy Vásquez (Dominikanska republiken) | Montego Bay Publik: 1 500 Domare: Sandy Vásquez (Dominikanska republiken) |
| 17:30 UTC−5 | 17:30 UTC−5      |                                                                       |                 |                                              | Montego Bay Publik: 1 500 Domare: Sandy Vásquez (Dominikanska republiken) | Montego Bay Publik: 1 500 Domare: Sandy Vásquez (Dominikanska republiken) |

|             | 13 november 2014 | Curaçao                                   | 2 – 3           | Kuba                                                          | Montego Bay Sports Complex                                  |                                                             |
| 20:00 UTC−5 | 20:00 UTC−5      | Prince Rajcomar 45′ Gevaro Nepomuceno 69′ | (1 – 1) Rapport | 15′ Jorge Luis Corrales 51′ Yasmany López 90+5′ Orisbel Leiva | Montego Bay Publik: 1 500 Domare: Wilson Da Costa (Bahamas) | Montego Bay Publik: 1 500 Domare: Wilson Da Costa (Bahamas) |
| 20:00 UTC−5 | 20:00 UTC−5      |                                           |                 |                                                               | Montego Bay Publik: 1 500 Domare: Wilson Da Costa (Bahamas) | Montego Bay Publik: 1 500 Domare: Wilson Da Costa (Bahamas) |
| 20:00 UTC−5 | 20:00 UTC−5      |                                           |                 |                                                               | Montego Bay Publik: 1 500 Domare: Wilson Da Costa (Bahamas) | Montego Bay Publik: 1 500 Domare: Wilson Da Costa (Bahamas) |

|             | 15 november 2014 | Franska Guyana                                              | 4 – 1           | Curaçao             | Montego Bay Sports Complex                                           |                                                                      |
| 17:30 UTC−5 | 17:30 UTC−5      | Brian Saint-Clair 18′ Gilles Fabien 26′, 64′ Neki Adipi 34′ | (3 – 0) Rapport | 84′ Rihairo Meulens | Montego Bay Publik: 1 500 Domare: Leo Clarke (Saint Kitts och Nevis) | Montego Bay Publik: 1 500 Domare: Leo Clarke (Saint Kitts och Nevis) |
| 17:30 UTC−5 | 17:30 UTC−5      |                                                             |                 |                     | Montego Bay Publik: 1 500 Domare: Leo Clarke (Saint Kitts och Nevis) | Montego Bay Publik: 1 500 Domare: Leo Clarke (Saint Kitts och Nevis) |
| 17:30 UTC−5 | 17:30 UTC−5      |                                                             |                 |                     | Montego Bay Publik: 1 500 Domare: Leo Clarke (Saint Kitts och Nevis) | Montego Bay Publik: 1 500 Domare: Leo Clarke (Saint Kitts och Nevis) |

|             | 15 november 2014 | Kuba | 0 – 0   | Trinidad och Tobago | Montego Bay Sports Complex                                 |                                                            |
| 20:00 UTC−5 | 20:00 UTC−5      |      | Rapport |                     | Montego Bay Publik: 1 500 Domare: Trevor Taylor (Barbados) | Montego Bay Publik: 1 500 Domare: Trevor Taylor (Barbados) |
| 20:00 UTC−5 | 20:00 UTC−5      |      |         |                     | Montego Bay Publik: 1 500 Domare: Trevor Taylor (Barbados) | Montego Bay Publik: 1 500 Domare: Trevor Taylor (Barbados) |
| 20:00 UTC−5 | 20:00 UTC−5      |      |         |                     | Montego Bay Publik: 1 500 Domare: Trevor Taylor (Barbados) | Montego Bay Publik: 1 500 Domare: Trevor Taylor (Barbados) |

### Grupp B
| Nr | Lag                 | S | V | O | F | GM | IM | MS | P |
| -- | ------------------- | - | - | - | - | -- | -- | -- | - |
| 1  | Jamaica             | 3 | 2 | 1 | 0 | 6  | 1  | +5 | 7 |
| 2  | Haiti               | 3 | 1 | 1 | 1 | 5  | 4  | +1 | 4 |
| 3  | Martinique          | 3 | 1 | 1 | 1 | 3  | 4  | −1 | 4 |
| 4  | Antigua och Barbuda | 3 | 0 | 1 | 2 | 2  | 7  | −5 | 1 |

|             | 12 november 2014 | Haiti                                     | 2 – 2           | Antigua och Barbuda              | Montego Bay Sports Complex                                 |                                                            |
| 17:30 UTC−5 | 17:30 UTC−5      | Jean Sony Alcénat 23′ Kervens Belfort 36′ | (2 – 0) Rapport | 58′ Myles Weston 60′ Peter Byers | Montego Bay Publik: 1 500 Domare: Leo Clarke (Saint Lucia) | Montego Bay Publik: 1 500 Domare: Leo Clarke (Saint Lucia) |
| 17:30 UTC−5 | 17:30 UTC−5      |                                           |                 |                                  | Montego Bay Publik: 1 500 Domare: Leo Clarke (Saint Lucia) | Montego Bay Publik: 1 500 Domare: Leo Clarke (Saint Lucia) |
| 17:30 UTC−5 | 17:30 UTC−5      |                                           |                 |                                  | Montego Bay Publik: 1 500 Domare: Leo Clarke (Saint Lucia) | Montego Bay Publik: 1 500 Domare: Leo Clarke (Saint Lucia) |

|             | 12 november 2014 | Jamaica             | 1 – 1           | Martinique       | Montego Bay Sports Complex                                       |                                                                  |
| 20:00 UTC−5 | 20:00 UTC−5      | Darren Mattocks 13′ | (1 – 1) Rapport | 29′ Yoann Arquin | Montego Bay Publik: 1 500 Domare: Roberto García Orozco (Mexiko) | Montego Bay Publik: 1 500 Domare: Roberto García Orozco (Mexiko) |
| 20:00 UTC−5 | 20:00 UTC−5      |                     |                 |                  | Montego Bay Publik: 1 500 Domare: Roberto García Orozco (Mexiko) | Montego Bay Publik: 1 500 Domare: Roberto García Orozco (Mexiko) |
| 20:00 UTC−5 | 20:00 UTC−5      |                     |                 |                  | Montego Bay Publik: 1 500 Domare: Roberto García Orozco (Mexiko) | Montego Bay Publik: 1 500 Domare: Roberto García Orozco (Mexiko) |

|             | 14 november 2014 | Martinique | 0 – 3           | Haiti                                              | Montego Bay Sports Complex                               |                                                          |
| 17:30 UTC−5 | 17:30 UTC−5      |            | (0 – 0) Rapport | 52′ Wilde-Donald Guerrier 63′, 90′ Kervens Belfort | Montego Bay Publik: 1 500 Domare: Sherwin Moore (Guyana) | Montego Bay Publik: 1 500 Domare: Sherwin Moore (Guyana) |
| 17:30 UTC−5 | 17:30 UTC−5      |            |                 |                                                    | Montego Bay Publik: 1 500 Domare: Sherwin Moore (Guyana) | Montego Bay Publik: 1 500 Domare: Sherwin Moore (Guyana) |
| 17:30 UTC−5 | 17:30 UTC−5      |            |                 |                                                    | Montego Bay Publik: 1 500 Domare: Sherwin Moore (Guyana) | Montego Bay Publik: 1 500 Domare: Sherwin Moore (Guyana) |

|             | 14 november 2014 | Jamaica                                                   | 3 – 0           | Antigua och Barbuda | Montego Bay Sports Complex                                    |                                                               |
| 20:00 UTC−5 | 20:00 UTC−5      | Kemar Lawrence 30′ Darren Mattocks 43′ Rodolph Austin 88′ | (2 – 0) Rapport |                     | Montego Bay Publik: 1 500 Domare: Ricardo Cerdas (Costa Rica) | Montego Bay Publik: 1 500 Domare: Ricardo Cerdas (Costa Rica) |
| 20:00 UTC−5 | 20:00 UTC−5      |                                                           |                 |                     | Montego Bay Publik: 1 500 Domare: Ricardo Cerdas (Costa Rica) | Montego Bay Publik: 1 500 Domare: Ricardo Cerdas (Costa Rica) |
| 20:00 UTC−5 | 20:00 UTC−5      |                                                           |                 |                     | Montego Bay Publik: 1 500 Domare: Ricardo Cerdas (Costa Rica) | Montego Bay Publik: 1 500 Domare: Ricardo Cerdas (Costa Rica) |

|             | 16 november 2014 | Antigua och Barbuda | 0 – 2           | Martinique                            | Montego Bay Sports Complex                                       |                                                                  |
| 17:30 UTC−5 | 17:30 UTC−5      |                     | (0 – 0) Rapport | 57′ Bedi Buval 90′ José-Thierry Goron | Montego Bay Publik: 1 500 Domare: Roberto García Orozco (Mexiko) | Montego Bay Publik: 1 500 Domare: Roberto García Orozco (Mexiko) |
| 17:30 UTC−5 | 17:30 UTC−5      |                     |                 |                                       | Montego Bay Publik: 1 500 Domare: Roberto García Orozco (Mexiko) | Montego Bay Publik: 1 500 Domare: Roberto García Orozco (Mexiko) |
| 17:30 UTC−5 | 17:30 UTC−5      |                     |                 |                                       | Montego Bay Publik: 1 500 Domare: Roberto García Orozco (Mexiko) | Montego Bay Publik: 1 500 Domare: Roberto García Orozco (Mexiko) |

|             | 16 november 2014 | Jamaica                               | 2 – 0           | Haiti | Montego Bay Sports Complex                                   |                                                              |
| 20:00 UTC−5 | 20:00 UTC−5      | Simon Dawkins 13′ Darren Mattocks 20′ | (2 – 0) Rapport |       | Montego Bay Publik: 1 500 Domare: Joel Aguilar (El Salvador) | Montego Bay Publik: 1 500 Domare: Joel Aguilar (El Salvador) |
| 20:00 UTC−5 | 20:00 UTC−5      |                                       |                 |       | Montego Bay Publik: 1 500 Domare: Joel Aguilar (El Salvador) | Montego Bay Publik: 1 500 Domare: Joel Aguilar (El Salvador) |
| 20:00 UTC−5 | 20:00 UTC−5      |                                       |                 |       | Montego Bay Publik: 1 500 Domare: Joel Aguilar (El Salvador) | Montego Bay Publik: 1 500 Domare: Joel Aguilar (El Salvador) |

### Ranking av grupptreor
| Nr | Lag (grupp)        | S | V | O | F | GM | IM | MS | P |
| -- | ------------------ | - | - | - | - | -- | -- | -- | - |
| 1  | Franska Guyana (A) | 3 | 1 | 1 | 1 | 7  | 6  | +1 | 4 |
| 2  | Martinique (B)     | 3 | 1 | 1 | 1 | 3  | 4  | −1 | 4 |

## Slutspel

### Bronsmatch
|             | 18 november 2014 | Kuba               | 1 – 2           | Haiti                                        | Montego Bay Sports Complex                                       |                                                                  |
| 17:00 UTC−5 | 17:00 UTC−5      | Ariel Martínez 89′ | (0 – 0) Rapport | 56′ Mechack Jérôme 86′ Wilde-Donald Guerrier | Montego Bay Publik: 1 500 Domare: Roberto García Orozco (Mexiko) | Montego Bay Publik: 1 500 Domare: Roberto García Orozco (Mexiko) |
| 17:00 UTC−5 | 17:00 UTC−5      |                    |                 |                                              | Montego Bay Publik: 1 500 Domare: Roberto García Orozco (Mexiko) | Montego Bay Publik: 1 500 Domare: Roberto García Orozco (Mexiko) |
| 17:00 UTC−5 | 17:00 UTC−5      |                    |                 |                                              | Montego Bay Publik: 1 500 Domare: Roberto García Orozco (Mexiko) | Montego Bay Publik: 1 500 Domare: Roberto García Orozco (Mexiko) |

### Final
|             | 18 november 2014 | Trinidad och Tobago                                                    | 0000 0 – 0 (e.fl.)         | Jamaica                                                                   | Montego Bay Sports Complex                                    |                                                               |
| 20:00 UTC−5 | 20:00 UTC−5      |                                                                        | Rapport                    |                                                                           | Montego Bay Publik: 1 500 Domare: Ricardo Cerdas (Costa Rica) | Montego Bay Publik: 1 500 Domare: Ricardo Cerdas (Costa Rica) |
| 20:00 UTC−5 | 20:00 UTC−5      |                                                                        |                            |                                                                           | Montego Bay Publik: 1 500 Domare: Ricardo Cerdas (Costa Rica) | Montego Bay Publik: 1 500 Domare: Ricardo Cerdas (Costa Rica) |
| 20:00 UTC−5 | 20:00 UTC−5      | Kenwyne Jones Ataullah Guerra Kevin Molino Joevin Jones Khaleem Hyland | Straffsparksläggning 3 – 4 | Jermaine Taylor Jobi McAnuff Demar Phillips Michael Seaton Rodolph Austin | Montego Bay Publik: 1 500 Domare: Ricardo Cerdas (Costa Rica) | Montego Bay Publik: 1 500 Domare: Ricardo Cerdas (Costa Rica) |

## Slutställning
Matcher avgjorda under förlängning räknas som vinst respektive förlust, matcher avgjorda efter straffsparksläggning räknas som oavgjort.
| Nr | Lag                 | S | V | O | F | GM | IM | MS | P |
| -- | ------------------- | - | - | - | - | -- | -- | -- | - |
| 1  | Jamaica             | 4 | 2 | 2 | 0 | 6  | 1  | +5 | 8 |
| 2  | Trinidad och Tobago | 4 | 2 | 2 | 0 | 7  | 4  | +3 | 8 |
| 3  | Haiti               | 4 | 2 | 1 | 1 | 7  | 5  | +2 | 7 |
| 4  | Kuba                | 4 | 1 | 2 | 1 | 5  | 5  | 0  | 5 |
| 5  | Franska Guyana      | 3 | 1 | 1 | 1 | 7  | 6  | +1 | 4 |
| 6  | Martinique          | 3 | 1 | 1 | 1 | 3  | 4  | −1 | 4 |
| 7  | Antigua och Barbuda | 3 | 0 | 1 | 2 | 2  | 7  | −5 | 1 |
| 8  | Curaçao             | 3 | 0 | 0 | 3 | 5  | 10 | −5 | 0 |